# Battaglia di Urfa
La battaglia di Urfa (in turco Urfa Muharebesi, in francese Le guet-apens d'Ourfa) fu una rivolta nella primavera del 1920 delle forze nazionali turche contro l'esercito francese che occupava la città di Urfa (l'odierna Şanlıurfa). La guarnigione francese di Urfa resistette per due mesi finché non fece ricorso ai negoziati con i turchi per un salvacondotto fuori città. Tuttavia, dopo che il comandante francese Hauger tentò di nascosto di contattare i suoi alleati britannici per guadagnare tempo, sorse un conflitto armato che lasciò uccisi la maggior parte delle forze francesi e un numero imprecisato di soldati turchi.

## Contesto
La città di Urfa fu occupata dall'esercito francese nell'autunno del 1919 con l'obiettivo di incorporare questa porzione di territorio dell'Impero ottomano nel Mandato francese di Siria. I piani francesi sulla regione della Cilicia furono denunciati da Mustafa Kemal Pasha, il leader del neonato Movimento Nazionale Turco. Nell'ultima parte del 1919 Kemal e i suoi sostenitori iniziarono a prepararsi a lanciare importanti insurrezioni contro le unità francesi sparse di guarnigione a Marash, Antep e Urfa per costringere i francesi a rinunciare alle loro pretese territoriali nella regione. Nel gennaio 1920, Ali Saip Bey, il deputato di Urfa al Congresso nazionale turco, invitò le tribù curde di Urfa a serrare i ranghi contro i francesi e resistere. Le sue azioni furono coordinate con Kılıç Ali Bey (Kuluj Ali), un capitano dell'esercito curdo.

## Battaglia
Il 7 febbraio 1920, Ali Saip Bey emise una richiesta alle forze francesi di evacuare Urfa in 24 ore. Quando i francesi rifiutarono questo ultimatum, le forze turche insorsero il 9 febbraio e posero la guarnigione francese sotto assedio. L'insurrezione di Urfa fu lanciata proprio nel momento in cui le forze nazionali turche stavano affrontando un'imminente sconfitta a Marash. La guarnigione, composta da 473 francesi, senegalesi, algerini e armeni, oppose una dura resistenza ai nazionalisti turchi e curdi per sessantuno giorni. Il 7 aprile, con le scorte di munizioni e viveri quasi esaurite, il maggiore Hauger, comandante del distaccamento assediato, chiese ai nazionalisti turchi che ai suoi uomini fosse fornito un salvacondotto e che la popolazione cristiana rimanesse illesa in cambio dell'evacuazione della guarnigione dalla città.
Ali Bey accettò la richiesta di Hauger e lo incontrò su un ponte vicino all'ospedale della Missione americana. Alla presenza del subordinato del maggiore Hauger, il capitano Sajous, e del medico armeno Dr. Bechlian, i due comandanti discussero i termini e concordarono che i francesi sarebbero stati in grado di partire con le armi. Ali Bey assicurò a Hauger che ai francesi sarebbe stata fornita sicurezza fino ad Arab Punar. Hauger chiese anche ad Ali Bey di dare dieci notabili turchi per accompagnare i suoi uomini come ostaggi, ma Ali Bey rifiutò e gli diede invece dieci dei suoi gendarmi. A un'ora dopo la mezzanotte, le restanti 300 truppe sotto il comando di Hauger iniziarono il loro ritiro da Urfa.
Poco prima dell'alba, mentre la colonna si avvicinava a una gola chiamata Ferish Pasha Ravine, fu fucilata dai curdi che avevano preso posizione sulle creste dominanti il burrone. I soldati che Ali Bey aveva dato a Hauger professarono la loro ignoranza dell'imboscata. Hauger tentò invano di organizzare una resa. Alcuni dei soldati francesi riuscirono a sfondare l'accerchiamento, ma la maggior parte di loro fu catturata o uccisa. Hauger stesso venne ucciso. Solo una manciata degli originali 473 uomini e ufficiali della guarnigione di Urfa riuscì a mettersi in salvo ad Arab Punar.